# Bifur (police de caractères)
Pour les articles homonymes, voir Bifur.
Bifur est une police de caractères dessinée en 1929 par le graphiste et typographe français Cassandre pour la fonderie Deberny et Peignot,, distribuée depuis 2013 par la fonderie Production Type.